# UNTAET Medaille
De UNTEAT-medaille is een van de Medailles voor Vredesmissies van de Verenigde Naties.
UNTAET is de afkorting voor de "United Nations Transitional Administration in East Timor", vredesoperaties in het van Portugal onafhankelijk geworden Oost-Timor. Nederlandse deelnemers kwamen in aanmerking voor de Herinneringsmedaille VN-Vredesoperaties. De secretaris-generaal van de Verenigde Naties kende de deelnemende militairen en politieagenten de UNTAET-medaille toe. UNTAET volgde op UNAMET, de United Nations Mission in East Timor.
Op 30 augustus 1999 werd door de bevolking van Oost-Timor gestemd door middel van een directe, geheime en algemene verkiezingen. Het doel was om zo een proces dat leidt naar onafhankelijkheid te beginnen. UNTAET werd opgericht op 25 oktober 1999 om het grondgebied van Oost Timor te beheren, en voorlopig de wetgevende en uitvoerende macht tijdens de overgangsperiode uit te oefenen. De VN bevorderden de capaciteit voor zelfbestuur in het chaotische land. Oost-Timor werd op 20 mei 2002 een onafhankelijk land. Op diezelfde dag werd UNTAET opgevolgd door UNMISET, de "United Nations Mission of Support in East Timor", opgericht bij resolutie van de Veiligheidsraad 1410 van 17 mei 2002. UNMISET was bedoeld om bijstand te verlenen aan de belangrijkste bestuurlijke structuren die "van cruciaal belang voor de levensvatbaarheid en de politieke stabiliteit van de Oost-Timor zijn".
Nederlandse deelnemers kwamen in aanmerking voor de Herinneringsmedaille VN-Vredesoperaties. De secretaris-generaal van de Verenigde Naties kende de deelnemende militairen en politieagenten de UNTEAT Medaille toe.
Er werden militairen en agenten uit Argentinië, Australië, Oostenrijk, Bangladesh, Bolivia, Bosnië & Herzegovina, Brazilië, Canada, Kaapverdië, Chili, China, Denemarken, Egypte, Fiji, Frankrijk, Gambia, Ghana, Ierland, Jordanië, Kenia, Zuid-Korea, Maleisië, Mozambique, Namibië, Nepal, Nieuw-Zeeland, Niger, Nigeria, Noorwegen, Pakistan, Peru, Filipijnen, Portugal, de Russische Federatie, Samoa, Senegal, Singapore, Slovenië, Spanje, Sri Lanka, Zweden, Thailand, Turkije, Oekraïne, Verenigd Koninkrijk, Verenigde Staten van Amerika, Uruguay, Vanuatu, Zambia en Zimbabwe naar Timor gestuurd.
Zij kregen de bronzen medaille aan een lint dat een door een dunne rode en goudgele streep afgezette witte baan door het midden combineerde met het lichtblauw van de vlag van de Verenigde Naties als bies. De kleuren symboliseren de prachtige zonsopgang waar Timor beroemd om is
De medailles en de linten voor de UNTAET Medaille en de UNAMET Medaille zijn gelijk.